# Gauliga Nordmark 1936/37
Die Gauliga Nordmark 1936/37 war die vierte Spielzeit der Gauliga Nordmark im Fußball. Die Meisterschaft sicherte sich der Hamburger SV mit sechs Punkten Vorsprung vor Holstein Kiel. Der Hamburger SV qualifizierte sich für die Endrunde um die deutsche Meisterschaft und erreichte dort den vierten Platz. Die Abstiegsränge belegten der FK Rothenburgsort und der SC Sperber Hamburg. Aus den Bezirksligen stiegen der SK Komet Hamburg und der Polizei SV Hamburg auf, zudem kamen aus der Gauliga Niedersachsen Borussia Harburg und Wilhelmsburg 09.

## Abschlusstabelle
| Pl. | Verein                       | Sp. | S  | U | N  | Tore    | Quote | Punkte |
| --- | ---------------------------- | --- | -- | - | -- | ------- | ----- | ------ |
| 1.  | Hamburger SV                 | 18  | 15 | 1 | 2  | 071:220 | 3,23  | 31:50  |
| 2.  | Holstein Kiel                | 18  | 11 | 3 | 4  | 065:250 | 2,60  | 25:11  |
| 3.  | SC Victoria Hamburg          | 18  | 11 | 3 | 4  | 063:390 | 1,62  | 25:11  |
| 4.  | FC St. Pauli (N)             | 18  | 11 | 3 | 4  | 042:380 | 1,11  | 25:11  |
| 5.  | Eimsbütteler TV (M)          | 18  | 11 | 1 | 6  | 074:360 | 2,06  | 23:13  |
| 6.  | SV Polizei Lübeck            | 18  | 7  | 1 | 10 | 040:460 | 0,87  | 15:21  |
| 7.  | BV Phönix Lübeck             | 18  | 6  | 3 | 9  | 032:570 | 0,56  | 15:21  |
| 8.  | Altonaer FC von 1893         | 18  | 5  | 3 | 10 | 042:620 | 0,68  | 13:23  |
| 9.  | Rothenburgsorter FK 1908 (N) | 18  | 3  | 0 | 15 | 037:660 | 0,56  | 06:30  |
| 10. | SC Sperber Hamburg           | 18  | 1  | 0 | 17 | 023:980 | 0,23  | 02:34  |

| (M) | Titelverteidiger               |
| (N) | Aufsteiger aus der Bezirksliga |

## Aufstiegsrunde

### Gruppe A
| Platz | Verein                                                              | Spiele | Tore  | Quote | Punkte |
| ----- | ------------------------------------------------------------------- | ------ | ----- | ----- | ------ |
| 1.    | SK Komet Hamburg (Bezirksmeister Groß-Hamburg, Staffel Hansa)       | 6      | 20:80 | 2,50  | 9:30   |
| 2.    | Oldesloer SV 1912 (Bezirksmeister Lübeck-Mecklenburg, Staffel B)    | 6      | 13:70 | 1,86  | 9:30   |
| 3.    | 1. SV Schleswig 06 (Bezirksmeister Schleswig-Holstein, Staffel Ost) | 6      | 09:12 | 0,75  | 4:80   |
| 4.    | Viktoria 1910 Wilhelmsburg (Bezirksmeister Hannover-Nord)           | 6      | 06:21 | 0,29  | 2:10   |

### Gruppe B
| Platz | Verein                                                                | Spiele | Tore  | Quote | Punkte |
| ----- | --------------------------------------------------------------------- | ------ | ----- | ----- | ------ |
| 1.    | Polizei SV Hamburg (Bezirksmeister Groß-Hamburg Staffel, Hammonia)    | 4      | 11:70 | 1,57  | 6:2    |
| 2.    | Borussia 03 Gaarden (Bezirksmeister Schleswig-Holstein, Staffel West) | 4      | 09:11 | 0,82  | 3:5    |
| 3.    | Rostocker SC 1895 (Bezirksmeister Lübeck-Mecklenburg, Staffel A)      | 4      | 07:90 | 0,78  | 3:5    |